# Trichopterna cucurbitina
Trichopterna cucurbitina là một loài nhện trong họ Linyphiidae.
Loài này thuộc chi Trichopterna. Trichopterna cucurbitina được Eugène Simon miêu tả năm 1881.